# Мэй, Клара
Клара Хагман (швед. Clara Hagman; род. 9 июля 1991), наиболее известна под псевдонимом Клара Мэй (швед. Clara Mae) — шведская певица и автор-исполнитель. В настоящее время имеет контракты с лейблами Big Beat и Atlantic Records, для которых выпустила синглы «I’m Not Her» и «I Forgot». С 2009 по 2012 годы была участницей группы Ace of Base. В 2016 году при участии KREAM она выпустила песню «Taped Up Heart», которая заняла 21 место в Billboard Hot Dance/Electronic Songs chart.

## Ранняя жизнь
Родилась 9 июля 1991 года в Евле, Швеция. В 2002 году участвовала в конкурсе песни Lilla Melodifestivalen, где исполнила песню собственного сочинения «Hej, vem är du» и заняла четвёртое место. В течение трёх лет изучала джазовый вокал и фортепиано. Для продолжения музыкальной карьеры перебралась в Стокгольм.

## Карьера
В начале своей карьеры сотрудничала с продюсерами Дэвидом Геттой и Tiësto. 2008 году участвовала в конкурсе Next Star, где исполнила песню Уитни Хьюстон «I Will Always Love You», и заняла в итоге второе место. В следующем году она участвовала в полуфинале шоу «Idol 2009», после того как на прослушивании исполнила песню Даффи «Warwick Avenue». Там она исполнила песню группы Oh Laura «Release Me», но не смогла выйти в финал.
Также в 2009 году она была приглашена Ульфом Экбергом и Юнасом Берггреном в состав Ace of Base. Вместе с другой певицей Юлией Уильямсон она заменила бывших участниц Йенни и Линн Берггрен. В сентябре 2009 года коллектив начал работать над новым альбомом. В сентябре 2010 года группа выпустила альбом The Golden Ratio, а в 2012 году Клара официально покинула Ace of Base.
В 2014 году она официально взяла себе псевдоним «Клара Мэй» и выпустила первый сингл в качестве сольного исполнителя, «Changing Faces». До этого она выступала под настоящей фамилией. В 2015 году выпустила новый сингл, «Avalon». В 2016 году приняла участие в песне Steve Void & No Mondays, «Chemistry», а также выпустила сольный сингл, «STRIP».
В том же году она стала соавтором и приняла участие в записи песни KREAM, «Taped Up Heart», которая смогла достичь 21 места в the Billboard Hot Dance/Electronic Songs chart и 70 места в the Swedish chart. Была бэк-вокалисткой у Габриэлы Гунчиковой, представлявшей Чехию в Евровидение-2016 с песней «I Stand». В 2017 году подписала контракт с лейблом Big Beat Records (подлейбл Atlantic Records). В ноябре того же года она выпустила свой первый сингл на крупном лейбле «I’m Not Her». В январе 2018 года выпустила акустическую версию песни. Выступила приглашённым исполнителем в песне Феликса Йена, «Better», релиз которой состоялся в феврале 2018 года. В марте того же года состоялся выпуск её второго сингла на Big Beat, «I Forgot».

## Дискография

### Альбомы

#### Студийные альбомы
| Название          | Подробности EP                                                           |
| ----------------- | ------------------------------------------------------------------------ |
| Drunk on Emotions | - Вышел: 28 August 2020 - Лейбл: Big Beat - Форматы: цифровое скачивание |

### Мини-альбомы
| Название                                  | Подробности EP                                                               |
| ----------------------------------------- | ---------------------------------------------------------------------------- |
| Sorry for Writing All the Songs About You | - Выпущен: 14 сентября 2018 - Лейбл: Big Beat - Форматы: цифровое скачивание |

### Синглы

#### В качестве ведущего исполнителя
| «I’m Not Her»                                                                  | 2017 | — | —  | Sorry for Writing All the Songs About You |
| «I Forgot»                                                                     | 2018 | — | —  | Sorry for Writing All the Songs About You |
| «Better Me Better You» (с Джейком Миллером)                                    | 2018 | — | —  | Sorry for Writing All the Songs About You |
| «Rooftop»                                                                      | 2018 | — | —  | Sorry for Writing All the Songs About You |
| «Call Your Girlfriend»                                                         | 2018 | — | —  | Неальбомные синглы                        |
| «Lost»                                                                         | 2019 | — | —  | Drunk on Emotions                         |
| «Loved You Once»                                                               | 2019 | — | —  | Drunk on Emotions                         |
| «Unmiss You»                                                                   | 2019 | — | —  | Drunk on Emotions                         |
| «More Than OK» (с R3hab и Фрэнком Уолкером)                                    | 2020 | — | 22 | Неальбомный сингл                         |
| «Run Into You»                                                                 | 2020 | — | —  | Drunk on Emotions                         |
| «Overused» (с gnash)                                                           | 2020 | — | —  | Drunk on Emotions                         |
| «Drunk on Emotions»                                                            | 2020 | — | —  | Drunk on Emotions                         |
| «Alright» (с Расселом Дикинсоном)                                              | 2020 | — | —  | Drunk on Emotions                         |
| «—» означает, что сингл не попалв чарты или не был выпущен на этой территории. |      |   |    |                                           |

#### В качестве приглашённого исполнителя
| Название                                            | Год  | Высшая позиция в чартах | Высшая позиция в чартах | Высшая позиция в чартах | Альбом             |
| Название                                            | Год  | SWE                     | DEN                     | US Elec.                | Альбом             |
| --------------------------------------------------- | ---- | ----------------------- | ----------------------- | ----------------------- | ------------------ |
| «Taped Up Heart» (Kream при участии Клары Мэй)      | 2016 | 70                      | —                       | 21                      | Неальбомные синглы |
| «Good to Goodbye» (Кристофер при участии Клары Мэй) | 2021 | —                       | 39                      | —                       | Неальбомные синглы |